# Kreuzerhöhungskirche (Chuchelná)

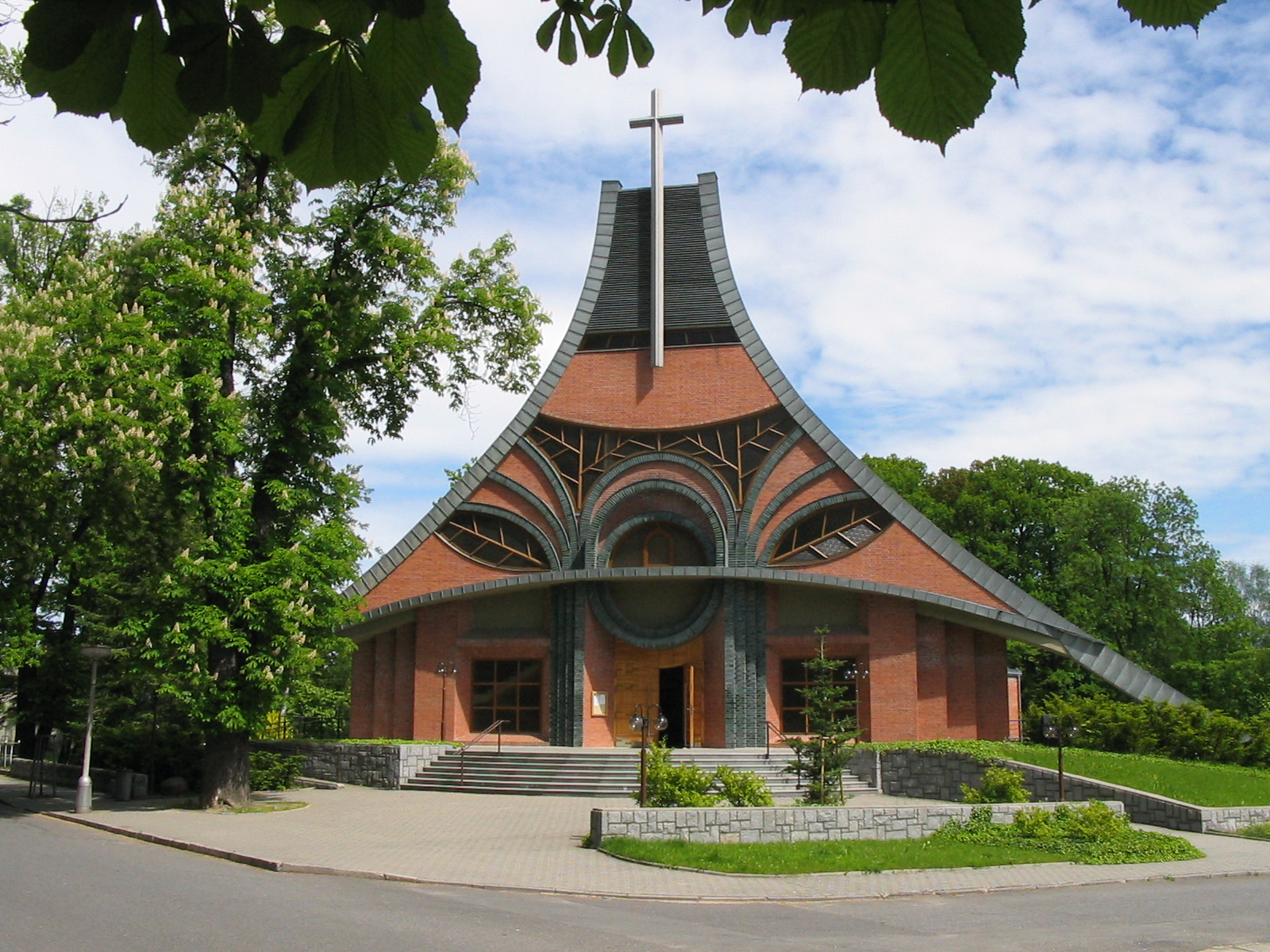
Ansicht von Westen

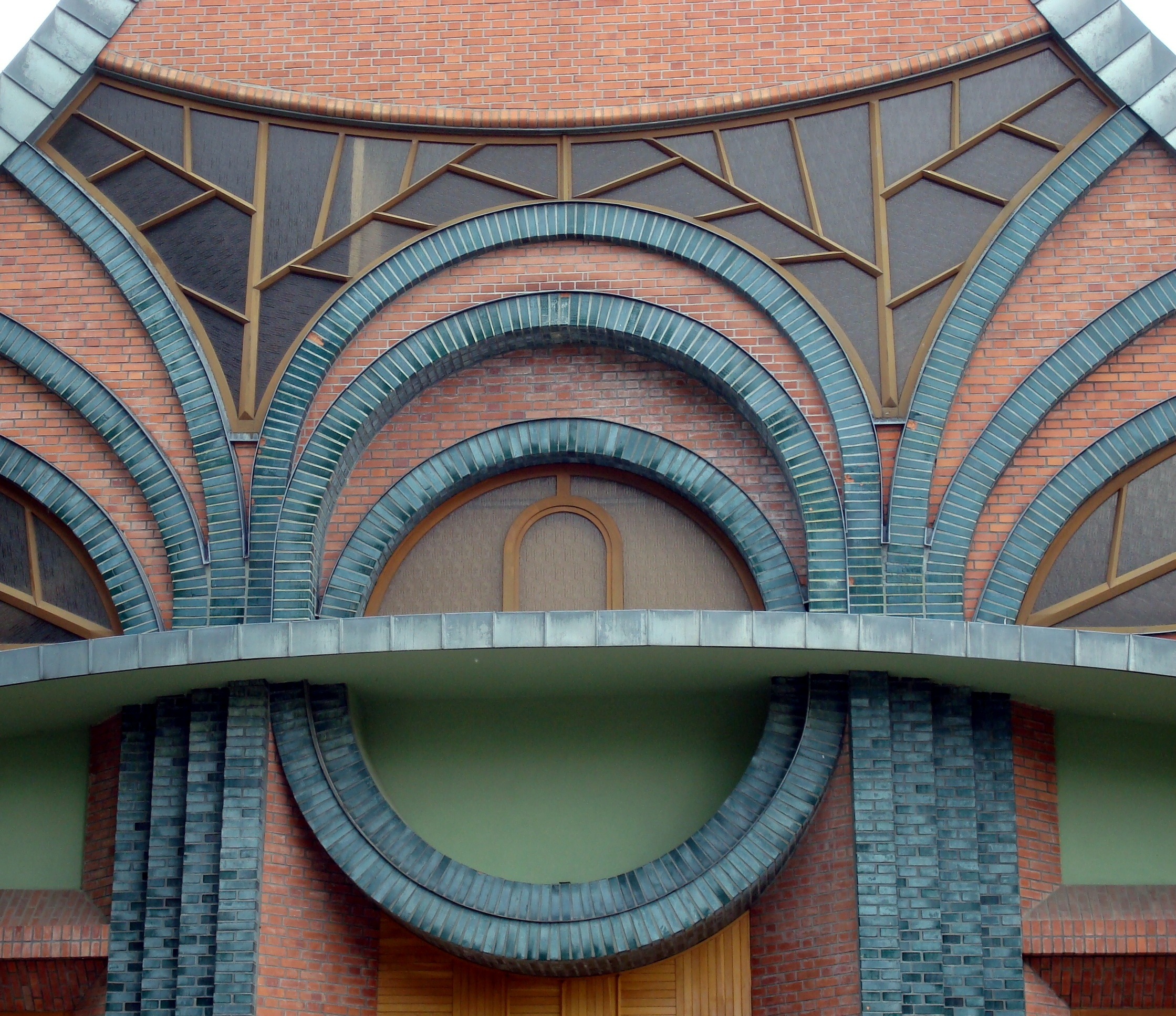
Details der Hauptfassade

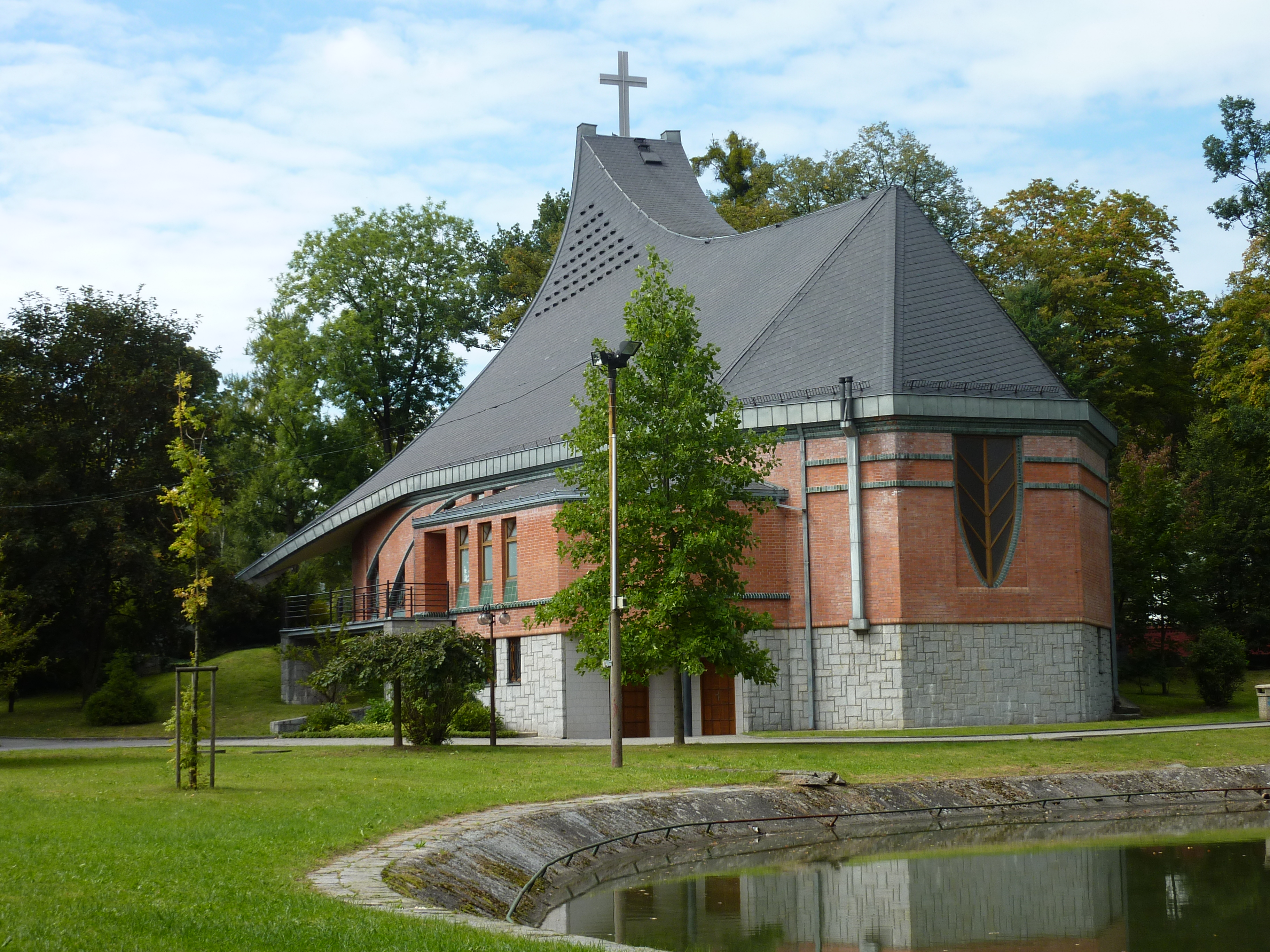
Blick von Südosten auf die Kirche

Die moderne Kreuzerhöhungskirche (tschechisch Kostel Povýšení svatého Kříže) ist eine der  Kreuzerhöhung geweihte Pfarrkirche des römisch-katholischen Bistums Ostrau-Troppau in der Gemeinde Chuchelná (Kuchelna) im Okres Opava, Tschechien.

## Lage
Die geostete Kirche steht linksseitig des Baches Zbojnička in einem Park in der Straße Komenského. In unmittelbarer Umgebung befinden sich die Heiligkreuzkapelle, die Marienkapelle, das Museum, das Schloss Chuchelná und ein Teich.

## Geschichte
Das schlesische Dorf Kuchelna war über Jahrhunderte zur Kirche St. Nikolaus im Marktflecken Kranowitz eingepfarrt. Im Zuge der Abtretung des Hultschiner Ländchens wurde Kuchelna 1920 der Tschechoslowakei zugeschlagen, während Kranowitz beim Deutschen Reich verblieb. In der Gemeinde mit ca. 1000 Einwohnern bestanden zu dieser Zeit nur zwei Kapellen – die Schlosskapelle zum hl. Kreuz und eine weitere Heiligkreuzkapelle mit dem Mausoleum der Familie Lichnowsky.
In Folge der Grenzziehung wurde 1921 in Chuchelná/Kuchelna eine Pfarrei unter dem Dekanat Hlučín eingerichtet. Als erster Pfarrer wurde Jan Valerián eingesetzt. In den Jahren 1921 – 1922 erfolgte der Bau einer Kirche, auf die die Widmung der Schlosskapelle übertragen wurde. Nach dem Anschluss von Kuchelna an das Deutsche Reich im Jahre 1938 wurde Pfarrer Valerián abgelöst; er übernahm die Pfarrei Briesau und wurde im Januar 1945 auf Grund eines Berichts im ausländischen Rundfunk von der Gestapo verhaftet und ins Polizeigefängnis Theresienstadt verbracht. Dort verstarb er am 30. März 1945 im Gefängniskrankenhaus an Diphtherie. 1939 wurde Felix Gurzan an Pfarrer eingeführt, ihm folgte ab 1942 Josef Koneczny. Zum Ende des Zweiten Weltkrieges wurde die Kirche am Karsamstag 1945 während der Mährisch-Ostrauer Operation bei einem Luftangriff zerstört.
Nach dem Ende des Krieges und der Enteignung der Familie Lichnowsky wurden die Gottesdienste in der Mausoleumskapelle zum hl. Kreuz abgehalten. 1948 erfolgte der Abbruch der Kirchenruine. Wegen der fehlenden Kirche blieb die Pfarrei lange Zeit unbesetzt. Im Jahre 1968 begann eine Sammlung zum Bau einer neuen Kirche, für die am 26. Juni 1969 die Grundsteinlegung erfolgte. Durch den Prozess der Normalisierung kam das Kirchenbauprojekt jedoch nicht mehr zur Ausführung und wurde erst nach der Samtenen Revolution wieder aufgenommen. 
Beim Besuch des Papstes Johannes Paul II. im Kloster Velehrad wurde der Grundstein für die Kirche am 22. April 1990 erneut geweiht. Die feierliche Grundsteinlegung erfolgte am 12. September 1993 in Anwesenheit des Olmützer Erzbischofs Jan Graubner. Finanziell unterstützt wurde der Kirchenbau auch von Katholiken aus Polen und Deutschland. Am 4. Mai 1996 erfolgte die Weihe durch Erzbischof Graubner.
Die Pfarrei Chuchelná wird heute zusammen mit der Schwesterpfarrei Strahovice verwaltet.

## Beschreibung
Der vom Architekten Jan Krömer aus Kobeřice gestaltete Klinkerbau besitzt einen glockenförmigen Grundriss. An seiner westlichen Fassade mit dem Eingangsbereich befindet sich ein hoher Giebel mit Kreuz.